# La Portellada
La Portellada è un comune spagnolo di 292 abitanti situato nella comunità autonoma dell'Aragona.
Appartiene alla Frangia d'Aragona, e la lingua d'uso nel paese è, da sempre, una variante dialettale del catalano occidentale.